# Trimma bisella
Trimma bisella és una espècie de peix de la família dels gòbids i de l'ordre dels perciformes.

## Hàbitat
És un peix marí de clima tropical que viu fins als 31-33 m de fondària.

## Distribució geogràfica
Es troba a Maurici.